# Thomson Island
Thomson Island är en ö i Kanada.   Den ligger i territoriet Nunavut, i den östra delen av landet, 2 200 km nordväst om huvudstaden Ottawa. Arean är 6,9 kvadratkilometer.
Terrängen på Thomson Island är platt. Öns högsta punkt är 49 meter över havet. Den sträcker sig 2,1 kilometer i nord-sydlig riktning, och 6,1 kilometer i öst-västlig riktning.